# Al-Biruni
Abū al-Rayhān Muhammad ibn Ahmad al-Bīrūnī (4 tháng 9 hoặc 5 tháng 9 năm 973 – 13 tháng 12 năm 1048), được biết đến như Al-Biruni trong tiếng Anh, là một học giả, nhà toán học người Ba Tư theo đạo Hồi của vùng đất Khwarezm.
Al-Biruni 
được coi là một trong những học giả vĩ đại nhất của thời đại Hồi giáo thời Trung cổ. Ông nghiên cứu vật lý, toán học, thiên văn học, khoa học tự nhiên, và cũng là một nhà sử học, nhà nghiên cứu niên đại học và ngôn ngữ học. Ông thành thạo các ngôn ngữ Khwarezmian, Ba Tư, Ả Rập, Sanskrit, và cũng biết tiếng Hy Lạp, Hebrew và Syriac. Ông đã dành một phần lớn cuộc sống của mình ở Ghazni ở Ghaznavid dynasty  thuộc phía tây Afghanistan ngày nay.
Trong năm 1017, ông du hành đến tiểu lục địa Ấn Độ và là tác giả của "Tarikh Al-Hind" (Lịch sử Ấn Độ) sau khi tìm hiểu cách Hindu giáo thực hành ở Ấn Độ. Ông được coi la "người sáng lập Indology".
Ông là một nhà văn viết về các phong tục và tín ngưỡng của các quốc gia khác nhau, và được trao danh hiệu al-Ustadh ("The Master") về mô tả xuất sắc về nước Ấn Độ trong đầu thế kỷ 11. Ông cũng đóng góp vào khoa học Trái Đất, và được coi là "người cha của bộ môn trắc địa" 
cho những đóng góp quan trọng của ông vào lĩnh vực đó, cũng như các sự đóng góp đáng kể vào ngành địa lý.